# Лысенко, Владимир Николаевич
Владии́мир Никола́евич Лысе́нко (4 января 1956, Одесса — 19 апреля 2021, Москва) — российский политический, государственный и общественный деятель, политолог, преподаватель.

## Семья
Владимир Лысенко родился 4 января 1956 года в Одессе в семье преподавателей. Отец — Лысенко Николай Александрович, мать — Лысенко Анастасия Кузьминична.
Жена — Лысенко Любовь Михайловна, доктор исторических наук — преподаёт историю в МПГУ. Сыновья — Михаил и Владимир.

## Образование
Юность провёл в городе Запорожье. В 1972 году, окончив школу с золотой медалью, поступил на исторический факультет МГУ имени М. В. Ломоносова, который окончил с красным дипломом в 1978 году. 
С 1979 по 1981 год учился в аспирантуре МГУ, защитил диссертацию по проблеме партийных систем на соискание учёной степени кандидата философских наук. 
В 1995 году защитил докторскую диссертацию в области политических наук на тему «Развитие федеративных отношений в современной России». Профессор.

## Научная и преподавательская деятельность
C 1980 по 1990 год работал преподавателем общественных наук в МАИ имени С. Орджоникидзе (ассистент, старший преподаватель, доцент). 
С 1994 года — президент Института современной политики. Один из ведущих специалистов в области проблем федерализма, региональной политики и межнациональных отношений в России.
До 2009 года — профессор кафедры прикладной политологии факультета прикладной политологии Высшей школы экономики.

## Политическая деятельность
В 1985 году создал студенческий политклуб МАИ «Орбита», который стал одним из наиболее активных и посещаемых в Москве в годы перестройки. В 1987 году стал одним из основателей историко-просветительского общества «Мемориал».
В 1988 году вошёл в Межклубную партийную группу, которая ставила своей целью содействие подлинной перестройке и демократизации в КПСС. В мае 1989 года из Межклубной партгруппы вышла наиболее радикальная половина во главе с И. Чубайсом и В. Лысенко, образовав Московский партийный клуб (Коммунисты за перестройку). Вместе с Игорем Чубайсом Владимир Лысенко стал инициатором создания в 1990 году «Демократической платформы в КПСС» — крупнейшего оппозиционного течения внутри Компартии времён перестройки. Был избран делегатом Учредительного съезда КП РСФСР и XXVIII съезда КПСС. В июне 1990 выступал в КДС от имени Демократической платформы с программой реформирования КПСС в социал-демократическую партию.
Летом 1990 года Лысенко был делегатом Учредительного съезда Российской коммунистической партии, выдвигался на пост генерального секретаря, но уступил Ивану Полозкову. Участие в работе съезда принесло не только разочарование, но и уверенность в необходимости создания самостоятельной партии. В июне 1990 года В. Лысенко вышел из КПСС, а 13 октября принимал участие в Учредительной конференции «Демократической платформы вне КПСС».
В ноябре 1990 года стал основателем и одним из трёх сопредседателей Республиканской партии России, возникшей на базе «Демократической платформы вне КПСС». Занимал пост председателя партии.
В начале 1991 года был инициатором создании «Демократического конгресса», коалиции антикоммунистических организаций союзных республик (ДемРоссия, РПРФ, «Рух», Партия демократического возрождения Украины и т. д.). В декабре 1991 года участвовал в образовании Конгресса демократических сил республик и национальных образований в составе РФ.
На Съезде народных депутатов РФ был одним из основателей фракции «Согласие ради прогресса».
По собственной оценке, до 1987 года придерживался либерально-коммунистических взглядов, с 1987 по 1990 год — социал-демократических, а начиная с 1991 года — социально-либеральных.
В 2005 году был избран на съезде РПР в политсовет Республиканской партии вместе с Владимиром Рыжковым, Валерием Зубовым и Валентиной Мельниковой, но Федеральная регистрационная служба заявила о нелегитимности съезда и заморозила партийные счета.

## Государственная деятельность
В 1990 году был выдвинут коллективом МАИ кандидатом в народные депутаты РСФСР и затем избран депутатом.
В 1992—1993 годах работал заместителем председателя Государственного комитета Российской Федерации по делам федерации и национальностей С. Шахрая, принимая личное участие в урегулировании большинства конфликтов на территории бывшего СССР. Являлся руководителем рабочей группы Совета безопасности России по подготовке Концепции национальной политики России на Северном Кавказе. За годы работы в Комитете по делам Федерации и в Миннаце объездил все субъекты Российской Федерации.
В октябре 1993 года во время разгона Верховного Совета встал на сторону президента Ельцина.
В декабре 1993 года был избран депутатом Государственной думы России (по списку избирательного блока «Явлинский—Болдырев—Лукин»). В 1994 году вышел из фракции «Яблоко», был членом депутатских групп «Регионы России», «Российские регионы». С 1994 года — член российской делегации в Межпарламентской ассамблее стран СНГ.
В конце 1994 года был решительным противником ввода российских войск в Чечню. Вылетал в Грозный для освобождения из чеченского плена российских военнослужащих.
В 1995 году на выборах в Государственную думу был одним из создателей избирательного объединения «Памфилова — Гуров — Владимир Лысенко (Республиканская партия Российской Федерации)». Блок тогда набрал 1,6 % — около 1 млн голосов избирателей и в Госдуму не прошёл.
В 1995 году и в 1999 году Лысенко побеждал на выборах в Государственную думу в Ленинградском избирательном округе Москвы.
С 1993 года работал в Комитете Государственной Думы по делам Федерации и региональной политике в должности заместителя председателя. Автор и соавтор более 50 законов, в том числе важнейшего федеративного закона «О принципах и порядке разграничения предметов ведения и полномочий между органами государственной власти РФ и органами государственной власти субъектов РФ» (1999), законопроекта «Об альтернативной гражданской службе» (2001).
На выборах 2003 года в этом же округе не был избран в Госдуму.

## Смерть
Умер 19 апреля 2021 года. Похоронен на Миусском кладбище (уч. 4).

## Основные публикации
- «Об этнологической ситуации на Северном Кавказе» — доклад для Совета Безопасности. 1992
- «О соответствии Конституций республик Конституции России» — доклад для парламентских слушаний, М., 1994.
- «От Татарстана до Чечни. Становление нового российского федерализма» — М., 1995 (монография).
- «О проблемах разграничения полномочий в субъектах РФ» — доклад для парламентских слушаний, М., 1996.